# 共治政府
共治政府，或換軌、左右共治（Cohabitation），指的是在如法国这样的半总统制国家出现的一种分立政府体系。此时，由于总统不得不任命议会多数认可的总理，因此出现了总统和议会多数议员分别来自不同政党。

## 例子
比较知名的例子包括法国总统密特朗和希拉克的共治政府。
2000年中華民國總統選舉由民主進步黨籍的陳水扁當選總統後，面對仍保有立法院多數席次的中國國民黨，選擇找國民黨籍的唐飛擔任行政院長。但因當時的唐飛內閣中仍有民進黨籍人士，故不算左右共治。